# مدال افتخار: طلوع خورشید
مدال افتخار: طلوع خورشید (به انگلیسی: Medal of Honor: Rising Sun) یک بازی ویدئویی به سبک تیراندازی اول شخص و عنوان پنجمین قسمت از مجموعه بازی‌های مدال افتخار است که توسط شرکت بازی سازی الکترونیک آرتس در سال ۲۰۰۳ برای کنسول‌های گیم‌کیوب، پلی‌استیشن ۲ و ایکس‌باکس عرضه شد.

## بازتاب‌ها
| گردآورنده  | امتیاز                                 |
| ---------- | -------------------------------------- |
| گیم‌رنکینگز | ۶۹.۵۹٪ (PS2) ۶۲.۹۳٪ (Xbox) ۶۸.۶۳٪ (GC) |
| متاکریتیک  | ۶۸/۱۰۰ (PS2) ۶۵/۱۰۰ (Xbox) ۶۸/۱۰۰ (GC) |

| ناشر      | امتیاز |
| --------- | ------ |
| وان‌آپ.کام | B-     |
| یوروگیمر  | ۴/۱    |
| گیم‌اسپات  | ۶.۴/۱۰ |
| آی‌جی‌ان    | ۸/۱۰   |